# Jaroslav Tlapák
Jaroslav Tlapák (* 17. května 1930) je bývalý český a československý ekonom a politik KSČ, za normalizace poslanec České národní rady, ministr financí a místopředseda vlády České socialistické republiky.

## Biografie
V letech 1955–1960 byl pracovníkem Krajského výboru KSČ Liberec, pak do roku 1964 Krajského výboru KSČ v Ústí nad Labem. V období let 1964–1969 zastával posty místopředsedy okresní komise lidové kontroly Litoměřice, krajské komise lidové kontroly Ústí nad Labem a byl funkcionářem KNV pro Severočeský kraj. V letech 1969–1970 působil jako vedoucí odboru ekonomického oddělení byra ÚV KSČ pro řízení stranické práce v českých zemích. V letech 1970–1973 byl vedoucím politickoorganizačního oddělení Krajského výboru KSČ pro Severočeský kraj. XVI. sjezd KSČ a XVII. sjezd KSČ ho zvolil členem Ústřední kontrolní a revizní komise KSČ. V roce 1980 mu byl udělen Řád práce.
V prosinci 1971 byl jmenován členem české druhé vlády Josefa Korčáka jako ministr financí. Post si udržel i v následující třetí vládě Josefa Korčáka a čtvrté vládě Josefa Korčáka do června 1986. Ve vládě Josefa Korčáka, Ladislava Adamce a Františka Pitry byl jejím místopředsedou až do prosince 1989.
Zasedal také dlouhodobě v České národní radě, kam byl poprvé zvolen ve volbách roku 1976. Mandát poslance ČNR obhájil ve volbách roku 1981 a volbách roku 1986. V ČNR zasedal za Východočeský kraj. Po sametové revoluci 26. ledna 1990 rezignoval na poslanecké křeslo v rámci procesu kooptace do ČNR.